# Shamo
Shamo (軍鶏? lett. "Gallo combattente") è un manga sceneggiato da Izō Hashimoto e illustrato da Akio Tanaka. Esso narra la storia di un ragazzo dalla personalità contorta e ambigua, che, dopo aver ucciso a sangue freddo i propri genitori, dedica la sua vita alle arti marziali.
Serializzato in Giappone sulla rivista Weekly Manga Action di Futabasha a partire dal 1998, il manga è stato interrotto nel 2007 a causa di divergenze creative tra i due autori, culminate in un'azione legale per questioni di copyright. Il 27 luglio 2011 la serializzazione dell'opera è ripresa sulle pagine di Evening di Kōdansha. I capitoli del manga sono poi ristampati e raccolti in volumi formato tankōbon, con i primi 19 albi pubblicati da Futabasha e i volumi dal 20 in poi a cura di Kodansha.
L'edizione italiana dell'opera, riflettente l'originale giapponese, è pubblicata da Panini Comics sotto l'etichetta Planet Manga a partire dal 6 aprile 2006. Il 18 dicembre 2014 è iniziata una ristampa della serie in volumi di grandi dimensioni e con nuove copertine, che raccolgono in ogni albo tre numeri della prima edizione.
Il 25 novembre 2008 è stato distribuito il film live action Shamo girato a Hong Kong, prodotto da Tai Seng Entertainment e diretto da Pou-Soi Cheang.

## Trama
Ryo Narushima è studente modello che a sedici anni, uccide entrambi i genitori a coltellate, risparmiando solo la sorella. Dopo essere stato processato finisce in riformatorio dove diventa lo sfogo (anche sessuale) degli altri detenuti. Nonostante abbia compiuto un atto così efferato, Ryo è un ragazzino debole e impaurito che non riesce a sottrarsi dalle angherie che gli vengono impartite dai suoi compagni di cella. La sua vita cambia per sempre dopo l'incontro con il vecchio Kenji Kurokawa, maestro di arti marziali condannato all'ergastolo, che insegna karate nel suo riformatorio. Spinto da un fortissimo istinto di sopravvivenza e dal desiderio di ritrovare la sorella a cui ha rovinato la vita, Ryo si impegna anima e corpo nelle tecniche che il vecchio Kurokawa gli insegna, cercando di fortificare il suo corpo e il suo spirito per resistere all'oscurità che lo circonda. I due anni di riformatorio passano così in fretta, e Ryo ne esce profondamente cambiato: da timido agnellino diventa un feroce lupo pronto ad azzannare ogni facile preda che gli si pari dinnanzi.
L'istinto di sopravvivenza è forte anche fuori dal riformatorio, per questo Ryo per sopravvivere diventa un "picchiatore" della yakuza, lavoro che gli permette di guadagnarsi da vivere e allo stesso tempo, di dare sfogo alla sua immensa rabbia repressa: in questo giro fa la conoscenza di Kohei Fujiyoshi, per gli amici Tokichi, che lo accompagnerà nel suo cammino di crescita fisica e mentale. Il rapporto fra i due, che dapprima non è altro che una collaborazione forzata, cresce fino a diventare un'amicizia forte e sincera: Tokichi è l'unica persona di cui Ryo si potrà sempre fidare.
Narushima dopo aver constatato che il suo karate si stava "impigrendo" decide di provare la sua forza iscrivendosi a un torneo della Banryukai una tra le scuole di karate più forti del mondo: dopo essersi aggiudicato il primo posto della categoria dei pesi leggeri gli incubi del passato tornano a tormentarlo, infatti a causa della sua esposizione al pubblico il "ragazzo senza nome" che anni prima aveva ucciso i suoi genitori ha finalmente nome e cognome: Ryo Narushima.
Da qui in poi il nostro anti-eroe si appassionerà sempre di più al mondo delle arti marziali, in special modo nasce in lui un'avversione incontenibile nei riguardi del campione della scuola della Banryukai Naoto Sugawara che come dice lo stesso Ryo "Rappresenta tutte ciò che odio". Inizia così un allenamento durissimo che lo porterà dopo molti sacrifici, in special modo l'amputazione di un braccio dell'amico Tokichi, a combattere i più vari stili di arti marziali dal kung fu, al sumo, al full contact sino alla muay thai; nonostante riesca a vincere ogni incontro, anche se in modo non sempre regolamentare, Sugawara e la Baryukai continuano a ignorare Ryo: decide allora di seguire la fidanzata di Sugawara, Moemi Funado, nota show girl giapponese, e di stuprarla durante un servizio fotografico su di un'isola. A questo punto Naoto non può più tirarsi indietro e si vede costretto a combattere. Dopo aver acquisito completamente ogni tecnica del karate, grazie anche all'aiuto del suo vecchio maestro Kenji Kurokawa che ha riacquistato al libertà, Ryo sale sul ring del Tokyo Dome durante il Lethal Fight, la più grande manifestazione di combattimento del Giappone. Alla fine del durissimo scontro Sugawara esce vincitore all'ultima ripresa con grande difficoltà colpendo Ryo con un seiken tsuki (poderoso pugno del karate) che lascia l'avversario in uno stato di semi-svenimento in piedi; ma questa vittoria agguantata all'ultimo non è assolutamente ciò che Moemi aveva chiesto al campione: per "Tornare a vivere" aveva bisogno che Naoto uccidesse il "virus Narushima" davanti a milioni di persone. Appena uscito dall'ospedale, a causa delle ferite riportate, Ryo viene contattato dalla polizia che afferma di aver ritrovato la sorella, Natsumi, che cercava da quando era uscito dal riformatorio; arrivato a una clinica psichiatrica si trova davanti a uno spettacolo orribile: la sorella, a causa delle ingenti quantità di droga assunte è ridotta a uno stato di semincoscienza. Ryo deciderà di lì a poco di impegnare ogni sua risorsa economica per pagare le spese mediche per la riabilitazione di Natsumi. Pochi giorni dopo Ryo riceve una lettera di sfida da parte di Sugawara che lo invita a trovarsi "al calar della terza luna piena" a un tempietto appena fuori città per concludere il duello; eccitatissimo per lo scontro Ryo riacquista il vigore perso a causa delle condizioni della sorella e si prepara al combattimento. I due combattono ferocemente senza tregua e senza alcuna regola per tutta la notte: alla fine dello scontro Narushima riesce a strappare la vittoria colpendo, nonostante fosse in stato di incoscienza, Naoto nella parte posteriore del collo dopo che questo aveva abbassato la guardia convinto della vittoria.
A questo punto Ryo è ricercato da tutta la Banryukai poiché Sugawara rimane costretto a letto paralizzato dal colpo infertogli; decide di scappare in tutta fretta verso la Cina affidando la sorella alle cure del fidato Tokichi. Grazie alla sua abilità nelle arti marziali non fatica a entrare a far parte di un giro di combattimenti clandestini nel quale proprio per la sua abilità e per la sua ferocia vince ogni incontro e viene soprannominato "l'Orco orientale", probabilmente in onore del suo maestro Kurokawa chiamato "Orco della Banryukai". Tutti i soldi guadagnati sono destinati alla sorella in Giappone per le sue cure di disintossicazione e, a causa del prezzo molto elevato dei medicinali, decide di trovare lavoro anche in una casa di prostituzione. Non trovando nessuno che riesca a sconfiggere l'Orco, l'organizzatore degli incontri decide di richiedere l'aiuto del "Grande Santo Empireo" un personaggio misterioso privo di un braccio che si nasconde dietro una maschera di Sun Wukong che sconfigge Ryo con una facilità impressionante; nel momento in cui Ryo sta per subire un colpo che gli avrebbe letteralmente staccato un braccio appare sul ring il vecchio maestro del Grande Santo Empireo che lo costringe ad allontanarsi. Narushima decide allora di seguire il vecchio maestro fin sulla cima di un monte nel centro della Cina per addestrarsi in quella strana arte marziale così da essere in grado di sconfiggere la "scimmia maledetta" chiamata così da Ryo sia per la sua maschera sia per la sua inverosimile agilità nei movimenti. Dopo allenamenti estenuanti e al limite del possibile Narushima apprende tutte le forme di combattimento del Grande Santo Empireo ma è comunque ancora molto al di sotto del suo livello; nel disperato tentativo di raggiungere la stessa abilità dell'avversario trova nella biblioteca della scuola un manoscritto che contiene una forma di attacco speciale: la radiazione spirituale che a quanto sembra è capace di far ribollire l'acqua di un pozzo solo con la forza dello spirito. Appena dopo aver affinato questa tecnica ed essere arrivato a imitare maldestramente il Grande Santo Empireo, arriva sul monte proprio Liu (il vero nome del Grande Santo Empireo) con due allievi al seguito, per uccidere Ryo e il vecchio maestro. Sun Wukong (con una maschera da scimmia nera) dopo aver ucciso il proprio maestro ormai indifeso, tenta di portare dalla sua parte l'altra allieva della scuola la quale, pur di non cedere al folle che ha di fronte si uccide traffiggendosi la gola con la coda spezzata del suo erhu (tipico violino cinese). A quel punto Il santo Empireo ordina ai suoi allievi, Scimmia blu e Scimmia rossa, di uccidere Ryo: dopo averli sconfitti, non senza qualche difficoltà, inizia il vero scontro; sembra comunque che Narushima non abbia alcuna speranza contro l'abilità e l'agilità incredibile dell'avversario, ma proprio quando Liu sembra avere la vittoria in pugno colpendo in pieno Ryo con la sua radiazione spirituale Ryo attacca con il manico di un erhu, il violino, che suonava la prima allieva. La scimmia blocca l'attacco con facilità ma Ryo di scatto stacca una delle chiavi dello strumento e la conficca nella maschera dell'avversario, spezzandola, svelando l'orribile volto irrimediabilmente ustionato. Ryo, approfittando dell'attimo di respiro raccoglie tutte le sue forze e colpisce l'avversario con una devastante radiazione spirituale. La scimmia scappa, annaspando nel suo stesso sangue, fino ad arrivare sul ciglio di un precipizio dal quale decide di gettarsi, ammettendo la sconfitta e lasciando Ryo esterrefatto e carico di amarezza. Dopo essere sceso dal monte, Narushima tornerà a combattere negli incontri clandestini e a frequentare la prostituzione, divenendo il guerriero più temuto. Di lì a poco nessuno avrà più sue notizie.
Qui la serie assume una diversa prospettiva, e con essa un nuovo protagonista: Toma Takahara.
Il giovane ragazzo, figliastro di un ricco industriale ormai defunto, è un piccolo genio della danza con un brillante futuro di fronte a sé. Dopo aver detto addio al fratello, parte con una compagnia di danza professionistica per un tour negli Stati Uniti. Dopo cinque anni Toma ritorna in Giappone carico di successi, come danzatore di fama mondiale. Qui ritrova suo fratello, ora presidente della compagnia del padre, la Jin Corporation, e plurimiliardario, che diviene lo sponsor principale dei suoi prossimi spettacoli. Inspiegabilmente, di lì a poco, Toma comincerà a percepire la presenza di Ryo Narushima attorno a sé, come un richiamo, rimanendo affascinato dalla sua storia e dal suo incredibile e spietato modo di combattere. Il mondo delle arti marziali diverrà qualcosa di straordinariamente affascinante, vera e propria poesia dei movimenti agli occhi di Toma, che a poco a poco entrerà a far parte di quel mondo, rinunciando incredibilmente anche alla danza con un gesto estremo: tagliandosi volontariamente il tendine d'Achille. Conosce alcuni rappresentanti della Banryukai e con essi si mette alla ricerca di Ryo. Jin, il fratello, a quel punto dà inizio a un progetto senza precedenti: creare una squadra di lottatori imbattibile e farla gareggiare in un nuovo Lethal Fight contro i più forti rappresentanti della Banryukai Karate. Da qui Toma comincerà a raccogliere attorno a sé i quattro combattenti dai quali dovrà imparare ogni cosa e che lo affiancheranno nell'impresa: un oro Olimpico di Judo, un campione mondiale di Sambo, un attaccabrighe genio nel Jujutsu brasiliano e l'ultimo praticante dell'Hakkoryu Aikijutsu, un'arte a quanto si dice sovrannaturale. Convincendo a fatica Mochizuki, il direttore della Banryukai, Jin mette in atto il progetto. Mochizuki, temendo la forza della squadra di Toma, chiede aiuto alle giacche nere della Banryukai, un'associazione che si è sempre mossa alle spalle del frontone luminoso e intriso di giustizia della Banryukai, al pari di un vero e proprio ordine mafioso. Ora la squadra ha quattro lottatori, rimane solo il quinto. Come quinto membro viene scelto Ryo Naruschima. I primi quattro incontri si concludono con un no-contest, due vittorie per squadra Toma e una vittoria per il Banryukai. In attesa del suo turno per combattere, Ryo è stato pugnalato da Moemi Funato. Tuttavia, egli è sempre intenzionato a combattere. Ryo e Toma iniziano a combattere è Toma è in netto vantaggio. Tuttavia, prima di poter vincere un improvviso temporale inonda il palco. Adattandosi più rapidamente a questo nuovo campo Ryo ribalta la situazione e inizia a usare giochi mentali per sopraffare Toma. Toma è terrorizzato da Ryo e comincia ad avere allucinazioni. Il danno della coltellata però e troppo grave e Toma riesce a vincere. Ma alla fine dell'incontro rimane traumatizzato dalle allucinazioni che aveva durante il combattimento. Finito il torneo Ryo va a convivere con la sorella. Ryo inizia a uscire con una ragazza. Suo padre non approva. Assume 2 sicari,  il duo dell'associazione fogna per occuparsi di Ryo e riavere sua figlia nonostante il fatto che sia lì di sua spontanea volontà. Il fratello maggiore  è il cervello mentre l'altro è la mano dura. Nonostante costui sia stupido e non pratichi arti marziali, ha una forza e una resistenza fuori dalla norma, tanto da essersi meritato il soprannome di “immortale”. Ryo e il duo si danno appuntamento per una “sfida finale” all'interno di una fabbrica abbandonata, nel frattempo sia il protagonista che “l'immortale” prendono confidenza con delle armi particolari e s'incontrano alla fine per la resa dei conti. Dopo un cruento scontro Ryo riesce a vincere ma riporta delle ferite molto gravi. Lascia la fabbrica e comincia a vagare per i boschi: dopo diverse allucinazioni, imprecazioni per non voler morire in un posto così squallido e dopo aver maledetto la propria vita, Ryo muore solo nel bosco.

## Personaggi principali
- Ryo Narushima: studente modello di 16 anni, molto esile e candidato alla migliore università di Tokyo che finisce in riformatorio per aver assassinato i propri genitori. Lì, dopo anni di abusi fisici da gli altri detenuti e dopo aver rischiato di morire più volte, impara a farsi valere praticando il karate. Uscito di prigione Ryo diventa una persona completamente nuova: un sadico combattente violento e senza scrupoli che fa' uso di trucchi e mosse scorrette pur di vincere, arrivando a usufruire di droghe e steroidi per diventare sempre più forte, dedicandosi allo stupro, rapimento e prostituzione. Dopo essersi interessato alla Banryukai, decide di sconfiggere il campione Naoto per potervisi entrare ma viene sconfitto da egli. Ciò porta Ryo a dedicarsi completamento a volerlo sconfiggere, rapendo la sua fidanzata, e costringendolo a un combattimento all'ultimo sangue dove alla fine Ryo lo sconfigge, causandogli un trauma cerebrale che lo costringerà a ritirarsi per sempre. Ryo viene eletto nuovo tiratore e campione della Banryukai cominciando però a diventare sempre più diabolico e assetato di potere fino a diventare l'antagonista principale nella terza parte della storia. Sfidato da Touma a una lotta di squadra al Metal Fight, Ryo organizza un gruppo di lottatori spietati finanziati dalla Banryukai. A causa però dell'eccessivo uso di droga e steroidi Ryo perde alcune capacità fisiche nonché perde la capacità di usare il Chi. Nonostante tutto durante lo scontro con Touma riesce a metterlo alle strette fino a che la ex-fidanzata di Naoto non gli spara alla gamba facendolo perde all'ultimo. Abbandona il posto alla Banryukai e si mette con una ragazza il cui padre, uomo ricco e potente, paga due sicari per ucciderlo. Ryo vince lo scontro ma finisce gravemente ferito. Sanguinante e addolorante Ryo muore in un bosco dopo aver sfogato il suo odio per l'umanità.
- Kenji Kurokawa: maestro di karate condannato a morte per l'uccisione di due guardie del corpo e il tentato omicidio del Primo Ministro del Giappone. Viene costretto a prestare lavoro volontario come maestro di arti marziali nello stesso riformatorio di Ryo. In passato Era un tiratore per la Banryukai e per la sua potenza e temuta fama era conosciuto come "l'orco della Banryukai".
- Natsumi Narushima: sorella minore di Ryo. Dopo la morte dei genitori e la conseguente condanna del fratello minore, decide di lasciare la città natia e di dedicarsi alla prostituzione. A causa dell'eccessivo uso di droghe, perde la ragione e viene portata in un centro di disintossicazione dove però rimane in uno stato di confusione perenne. Ryo pentendosi di quello che le ha fatto passare, userà quell'ultimo strato di umanità per aiutare la sorella a guarire.
- Kohei Fujiyoshi: membro della yakuza collega e amico di Ryo, chiamato da tutti Tokichi. Si fa tagliare volontariamente un braccio per dare a Ryo la possibilità di affrontare una competizione ufficiale di karate.
- Naoto Sugawara: era il più forte karateka della Banryukai. Naoto è la perfetta antitesi di Ryo: Naoto, nonostante una infanzia difficile, cresce con dei forti ideali positivi, allontanando da sé il rancore e applicandosi anima e corpo nel karate. Ryo inoltre ha praticato da Kurokawa il karate tradizionale mentre Naoto ha praticato il karate moderno e professionale. Combatte contro Ryo Narushima durante il match finale del Lethal Fight - the Millennium. Lo scontro finisce con Ryo pensantemente sconfitto. Nonostante ciò egli non demorde e cercherà in tutti i modi di riavere la sua rivincita.
- Grande Santo Empireo/Liu Di Ling: capo di un'associazione mafiosa cinese, addestrato fin da piccolo nell'arte del Kenpō; nonostante la sua menomazione al braccio, causata dal tentativo del suo maestro di ucciderlo, è un grande esperto nell'arte del combattimento. Il suo viso è coperto da una maschera di Son Goku perché la madre, colpita da depressione post-parto lo getta nelle fiamme dalle quali Liu riesce a salvarsi ma ne rimane orribilmente sfigurato. Appare la prima volta al torneo Banryukai sfidando Ryo, con indosso una maschera da Sun Wukong, rivelandosi molto più superiore. Ma prima che posso farlo fuori viene fermato dal suo vecchio maestro che interviene in tempo, portandolo a ritirarsi. Quando Liu percepisce che Il maestro sta per morire per un colpo fatale dato da Ryo, egli interviene per riprendersi il libro su cui vi è scritto i segreti per il controllo del Chi (il motivo iniziale che gli è costato il braccio), così arriva con i suoi 2 allievi. Ryo lo sfida di nuovo per vendicarsi ma nonostante l'allenamento Liu è ancora troppo superiore a lui. Ryo però, anche se al limite per il duro combattimento, raccoglie tutte le sue forze e lo colpisce con una devastante radiazione spirituale che oltre a danneggiarlo gravemente, lo lascia letteralmente stupefatto. Liu si trascina sanguinando verso un dirupo dove si suicida la lanciandosi da esso.
- il duo dell'associazione fogna, sono due fratelli delinquenti che vivono di piccole truffe e raggiri. uno, il maggiore, è basso ed esile ed'è il cervello mentre l'altro, il minore, è grosso e fisicamente forte, ma Nonostante costui sia stupido e non pratichi arti marziali, ha una forza e una resistenza fuori dalla norma, tanto da essersi meritato il soprannome di “immortale”. Usa come arma una grossa alabarda. Vengono assoldati dal padre della nuova fidanzata di Ryo per ucciderlo, così i due lo attirano in un deposito abbandonato, rapendo la ragazza, Ryo si precipita e sfida il fratello minore riuscendo a sconfiggerlo ma venendo comunque ferito mortalmente dalla sua Alabarda.

## Media

### Manga
Il manga, scritto da Izō Hashimoto e disegnato da Akio Tanaka, è stato serializzato dal 1998 al 2007 sulla rivista Weekly Manga Action edita da Futabasha, interrompendosi a causa di divergenze creative tra i due autori, culminate in un'azione legale per questioni di copyright. Successivamente, l'opera venne ripresa e proseguì dal 27 luglio 2011 al 13 gennaio 2015 su Evening di Kōdansha dove si concluse definitivamente. I vari capitoli sono stati raccolti in trentaquattro volumi tankōbon pubblicati dall'ottobre 1998 al 23 febbraio 2015.
In Italia la serie è stata pubblicata da Panini Comics sotto l'etichetta Planet Manga dal 6 aprile 2006 al 22 agosto 2015.

#### Volumi
| Nº | Data di prima pubblicazione | Data di prima pubblicazione | Data di prima pubblicazione |
| Nº | Giapponese                  | Giapponese                  | Italiano                    |
| -- | --------------------------- | --------------------------- | --------------------------- |
| 1  | ottobre 1998                | ISBN 4-575-82383-X          | 6 aprile 2006               |
| 2  | dicembre 1998               | ISBN 4-575-82394-5          | 5 maggio 2006               |
| 3  | marzo 1999                  | ISBN 4-575-82416-X          | 8 giugno 2006               |
| 4  | giugno 1999                 | ISBN 4-575-82432-1          | 6 luglio 2006               |
| 5  | febbraio 2000               | ISBN 4-575-82452-6          | 3 agosto 2006               |
| 6  | marzo 2000                  | ISBN 4-575-82488-7          | 7 settembre 2006            |
| 7  | aprile 2000                 | ISBN 4-575-82492-5          | 5 ottobre 2006              |
| 8  | maggio 2000                 | ISBN 4-575-82499-2          | 9 novembre 2006             |
| 9  | agosto 2000                 | ISBN 4-575-82509-3          | 7 dicembre 2006             |
| 10 | novembre 2000               | ISBN 4-575-82525-5          | 11 gennaio 2007             |
| 11 | febbraio 2001               | ISBN 4-575-82551-4          | 15 febbraio 2007            |
| 12 | maggio 2001                 | ISBN 4-575-82572-7          | 8 marzo 2007                |
| 13 | settembre 2001              | ISBN 4-575-82607-3          | 5 aprile 2007               |
| 14 | novembre 2001               | ISBN 4-575-82627-8          | 11 maggio 2007              |
| 15 | marzo 2002                  | ISBN 4-575-82663-4          | 7 giugno 2007               |
| 16 | luglio 2002                 | ISBN 4-575-82709-6          | 5 luglio 2007               |
| 17 | novembre 2002               | ISBN 4-575-82760-6          | 2 agosto 2007               |
| 18 | marzo 2003                  | ISBN 4-575-82816-5          | 6 settembre 2007            |
| 19 | giugno 2003                 | ISBN 4-575-82845-9          | 4 ottobre 2007              |
| 20 | 23 giugno 2005              | ISBN 4-06-352113-3          | 28 aprile 2012              |
| 21 | 23 giugno 2005              | ISBN 4-06-352114-1          | 30 giugno 2012              |
| 22 | 21 ottobre 2005             | ISBN 4-06-352128-1          | 30 agosto 2012              |
| 23 | 23 marzo 2006               | ISBN 4-06-352140-0          | 27 ottobre 2012             |
| 24 | 23 agosto 2006              | ISBN 4-06-352159-1          | 12 gennaio 2013             |
| 25 | 22 novembre 2006            | ISBN 4-06-352169-9          | 28 febbraio 2013            |
| 26 | 21 ottobre 2011             | ISBN 4-06-352381-0          | 27 aprile 2013              |
| 27 | 23 marzo 2012               | ISBN 4-06-352402-7          | 29 giugno 2013              |
| 28 | 23 agosto 2012              | ISBN 4-06-352429-9          | 7 settembre 2013            |
| 29 | 22 febbraio 2013            | ISBN 4-06-352447-7          | 31 ottobre 2013             |
| 30 | 21 giugno 2013              | ISBN 4-06-352463-9          | 15 marzo 2014               |
| 31 | 20 dicembre 2013            | ISBN 4-06-352491-4          | 26 luglio 2014              |
| 32 | 23 maggio 2014              | ISBN 4-06-354512-1          | 17 gennaio 2015             |
| 33 | 22 settembre 2014           | ISBN 4-06-354537-7          | 23 maggio 2015              |
| 34 | 23 febbraio 2015            | ISBN 4-06-354558-X          | 22 agosto 2015              |